# Unione montana Marosticense
L'unione montana Marosticense è stata un'unione montana del Veneto, comprendente tre comuni della provincia di Vicenza:
- Colceresa (al momento dell'istituzione ancora diviso tra Mason Vicentino e Molvena)
- Marostica
- Pianezze

Derivava dalla riforma della comunità montana dall'Astico al Brenta che ha portato anche alla formazione dell'unione montana Astico. Con la sua istituzione, è venuta meno anche l'unione dei comuni del Marosticense.
L'ente è stato definitivamente sciolto con la Deliberazione della Giunta Regionale n. 1830 del 29 dicembre 2020 (pubblicata nel Bollettino Ufficiale Regionale del 29 gennaio 2021). La decisione era stata presa dallo stesso Consiglio dell'Unione Montana il 15 maggio 2020 e comunicata alla Regione il 22 maggio successivo.